# Hippomaneae
Hippomaneae là một tông thuộc phân họ Euphorbioideae trong họ Euphorbiaceae.

## Phân loại
Bao gồm các phân tông và chi như dưới đây.
- Phân tông Carumbiinae
  - Homalanthus A.Juss., 1824
- Phân tông Hippomaninae
  - Actinostemon Mart. ex Klotzsch, 1841
  - Adenopeltis Bertero, 1832
  - Anomostachys (Baill.) Hurus., 1954
  - Balakata Esser, 1999
  - Bonania A.Rich., 1850
  - Colliguaja Molina, 1782
  - Conosapium
  - Dalembertia
  - Dendrocousinsia
  - Dendrothrix
  - Ditrysinia
  - Duvigneaudia
  - Excoecaria L.
  - Falconeria
  - Grimmeodendron Urb.
  - Gymnanthes Sw.
  - Hippomane L.
  - Mabea
  - Maprounea
  - Neoshirakia
  - Pleradenophora
  - Pseudosenefeldera
  - Rhodothyrsus
  - Sapium Jacq.
  - Sclerocroton
  - Sebastiania Spreng.
  - Senefeldera Mart.
  - Senefelderopsis
  - Spegazziniophytum
  - Spirostachys Sond.
  - Stillingia Garden ex L.
  - Triadica Lour.

## Hình ảnh

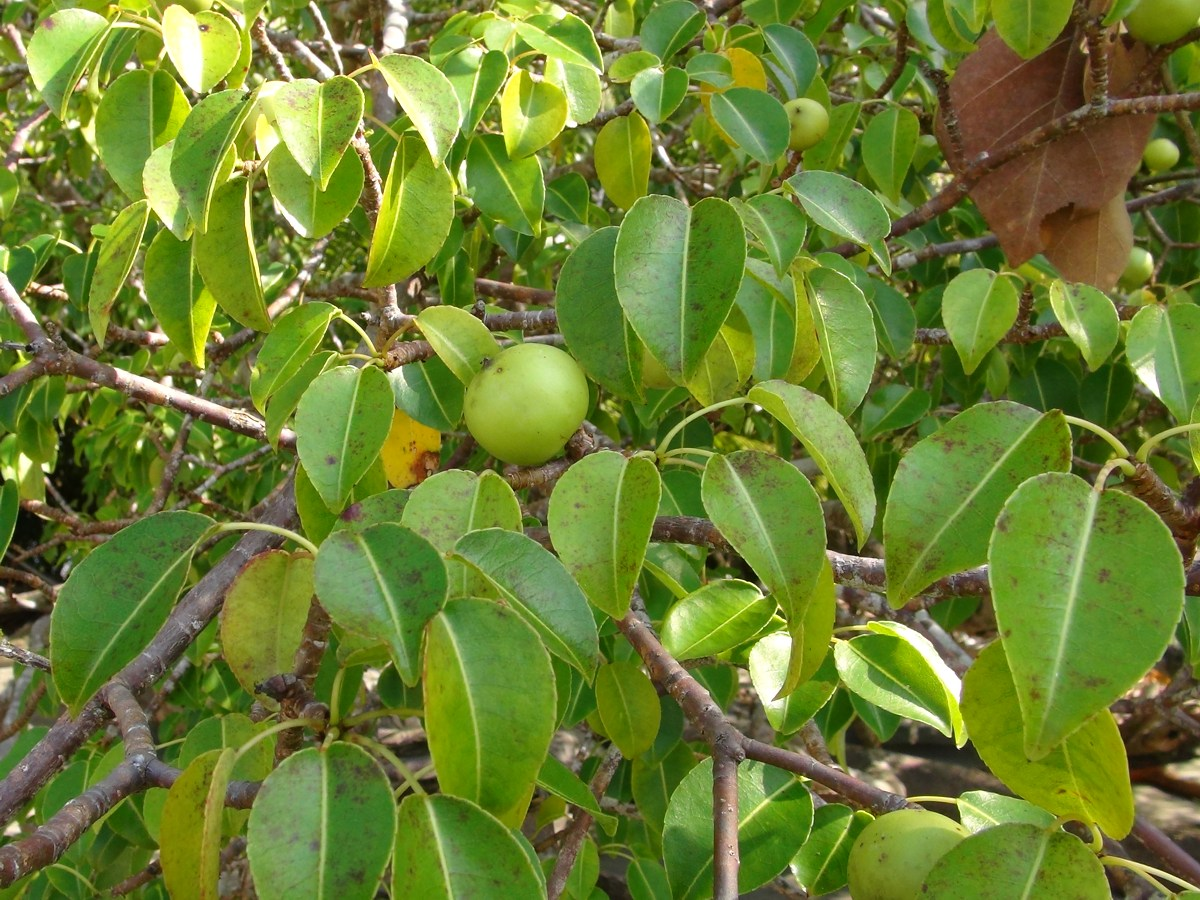
Hippomane mancinella
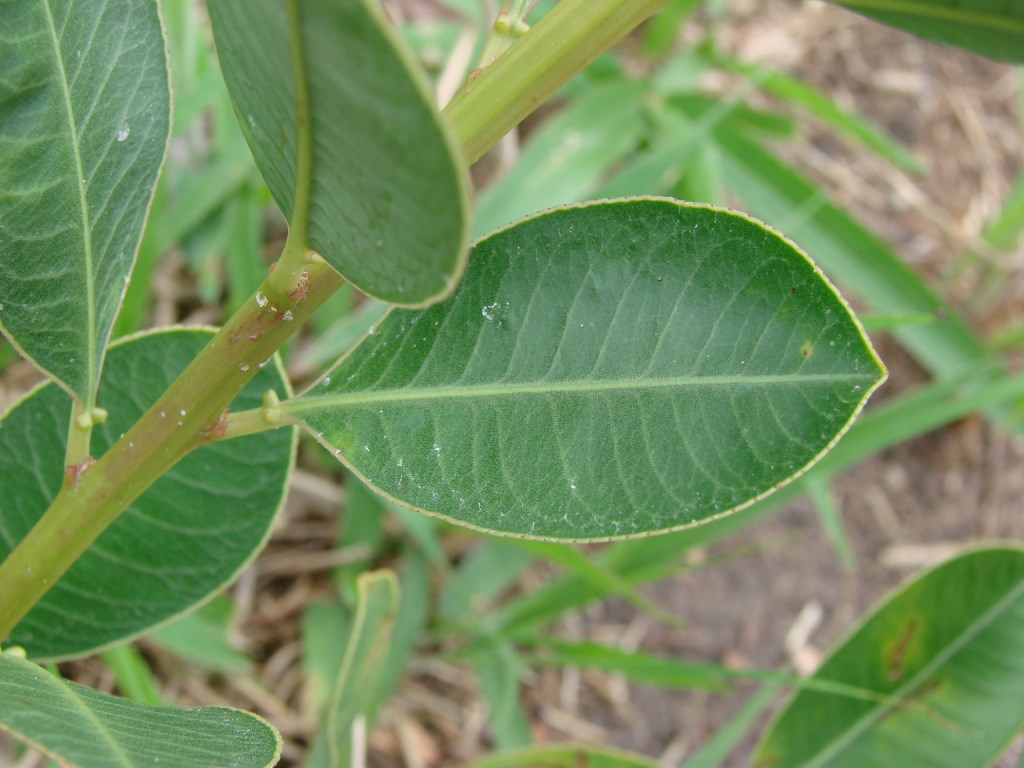
Sapium glandulosum
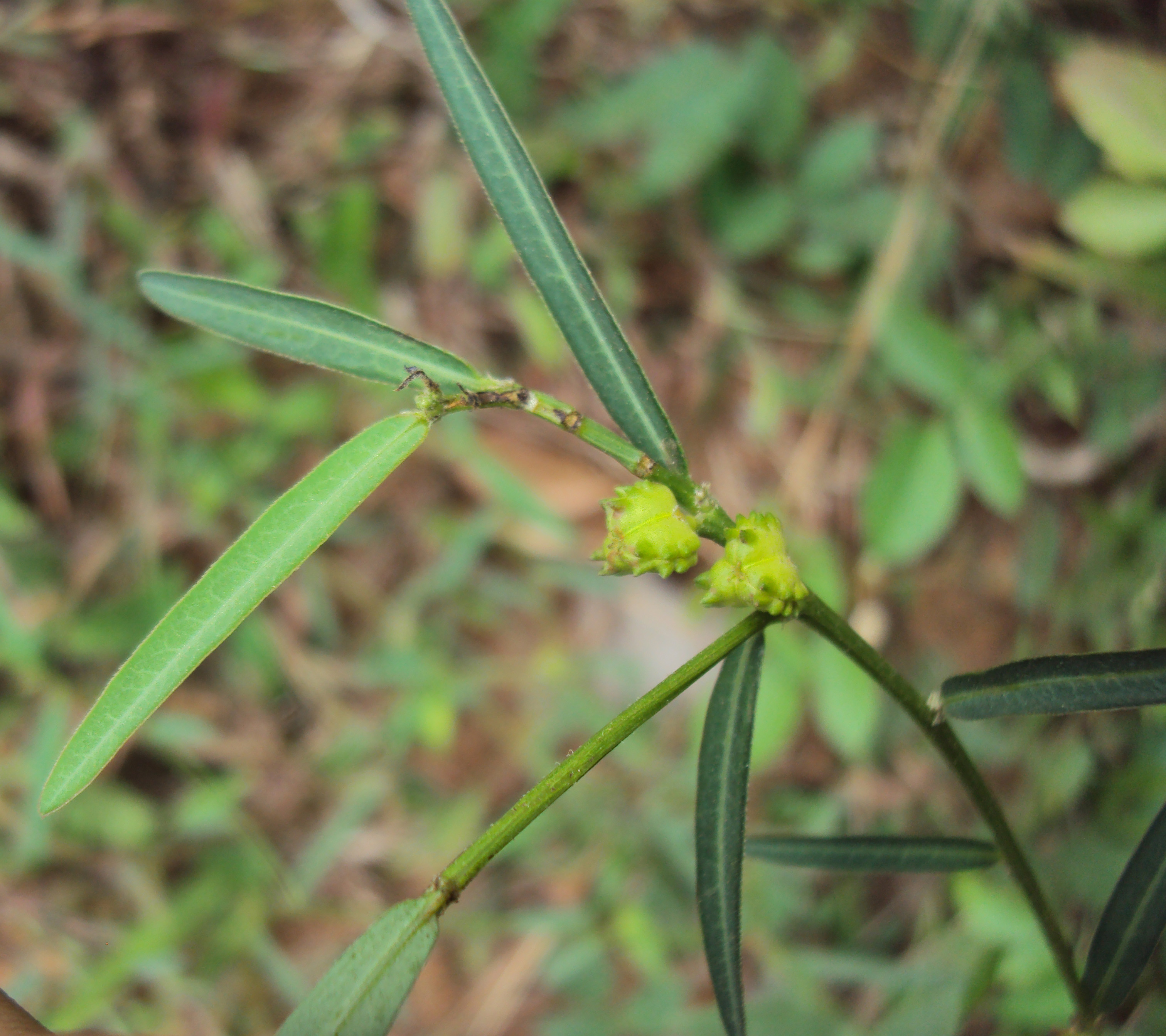
Microstachys chamaelea
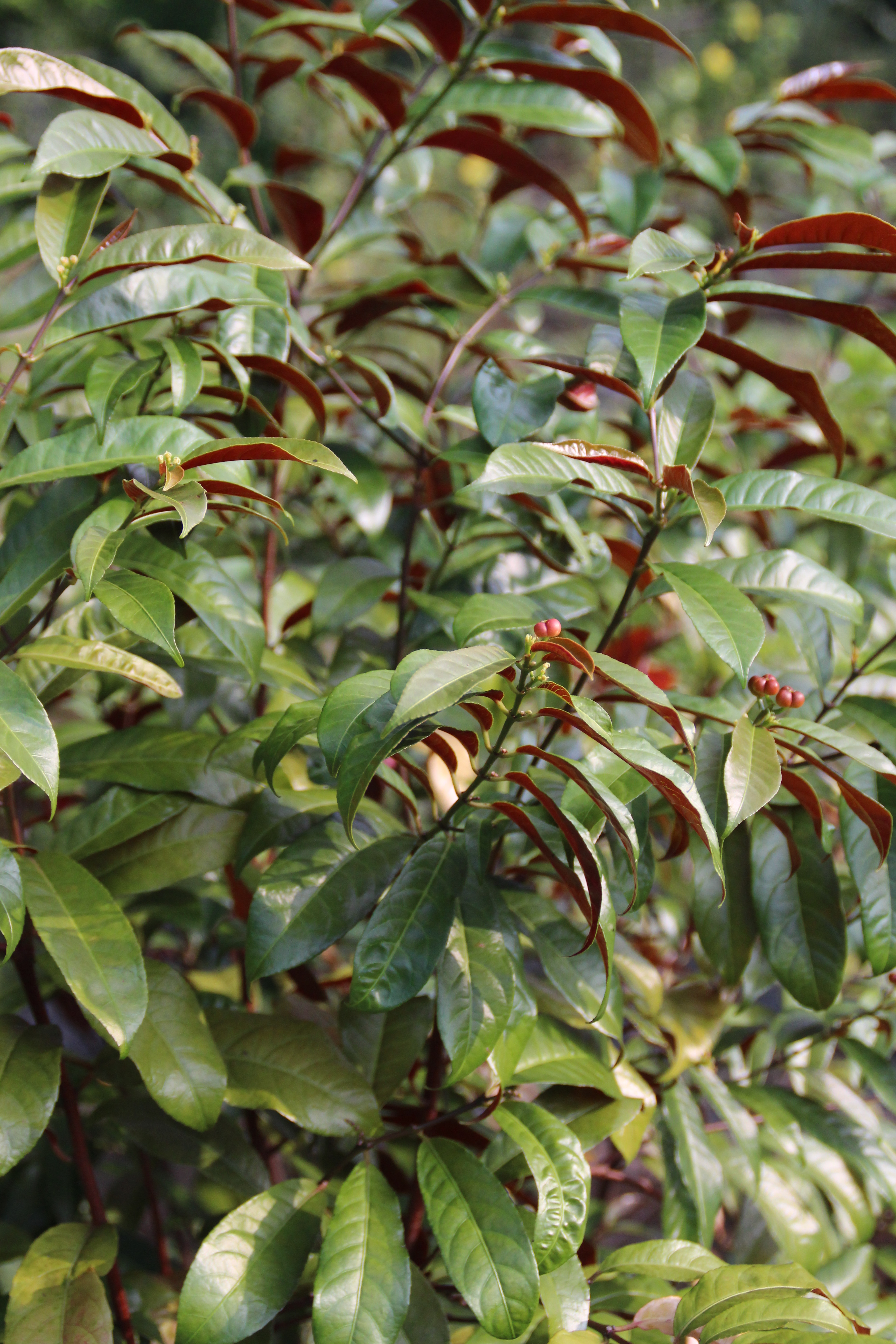
Excoecaria cochinchinensis
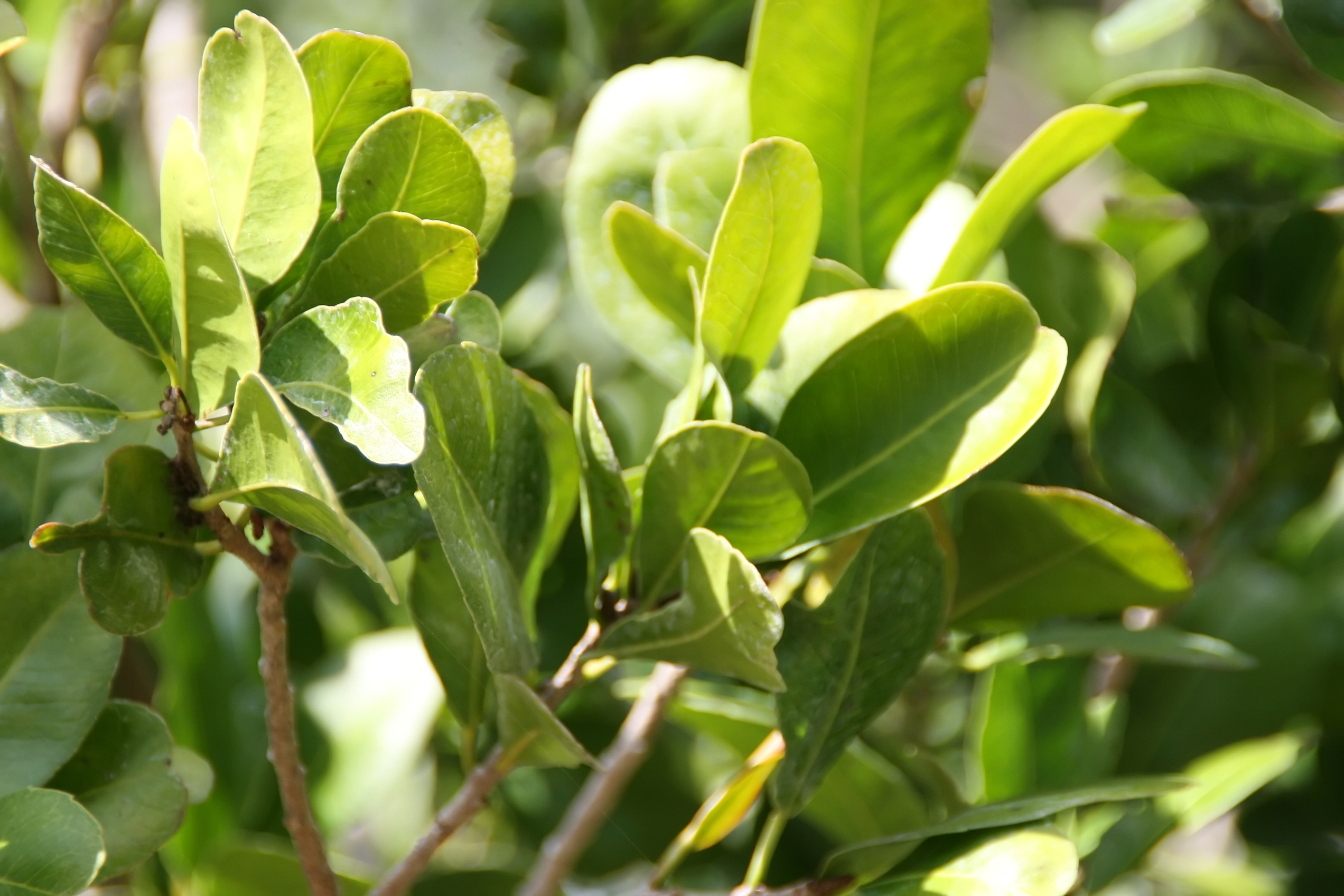
Gymnanthes lucida